# 魔法 (Myukの曲)
「魔法」（まほう）は、日本の音楽プロジェクト・Myukのデビューシングル。2021年3月24日にソニー・ミュージックアソシエイテッドレコーズ（Sony Music Labels Inc.）より発売。

## 概要
- 「Myuk」名義ではデビュー作（「熊川みゆ」名義を含めると通算10作目）。
- 表題曲「魔法」はフジテレビ"ノイタミナ"「約束のネバーランド」Season2のエンディングテーマに起用された。
  - CDのジャケットには同作品に登場するキャラクターであるエマ、レイ、ノーマンの3人が横たわる姿が描かれている[3]。
- 作詞・作曲はEveが、編曲はNuma（沼能友樹）が担当。
- 1月8日、アニメサイズ音源が先行配信[4]。
- 2月5日、フルサイズが先行配信[4]。
- フル・サイズは、2021年2月3日のJ-WAVEの番組「SONAR MUSIC」にて、初オンエアされた[4]。
- また、翌日2月4日はMyukの20歳の誕生日であり、同曲がフル・サイズ先行配信の前日ということもあり、YouTubeでの生配信行われた[5]。

### ミュージック・ビデオ
アート・ディレクションはKASICOによるもので、「物語を歌声にのせて伝える語り部。それは動植物、森羅万象の声。永遠に続く魔法みたいな夜」というコンセプトの下、Myukの写真をもとにイラストによるコラージュを施されたものとなっている。

## 収録曲
| 全作詞・作曲: Eve、全編曲: Numa。 |                      |      |            |      |
| #                                 | タイトル             | 作詞 | 作曲・編曲 | 時間 |
| 1.                                | 「魔法」             | Eve  | Eve        | 3:51 |
| 2.                                | 「魔法」(Anime Size) | Eve  | Eve        | 1:29 |
| 合計時間:                         | 合計時間:            | 5:20 |            |      |